# 新町 (熊本市)
新町（しんまち）は熊本県熊本市中央区の町名。現行行政地名は新町一丁目から新町四丁目。2024年7月1日現在の人口は3,973人。郵便番号は860-0004。

## 地理
熊本市の中心部に位置する。北で段山本町・古京町、北東で宮内・古城町、東で桜町・船場町下、南東で船場町・鍛冶屋町、南で中唐人町・西唐人町、南西で小沢町、西で横手・島崎と隣接する。
古くからの熊本城の城下町であり、町内の各所に旧町名の書かれた石碑が設置されている。また、道が築城当時の防衛目的により勢溜などがあり入り組んでいる。

## 交通

### 鉄道
- 熊本市電（B系統）蔚山町停留場・新町停留場・洗馬橋停留場

### バス
- 熊本都市バス - 段山・市立博物館前バス停
- 産交バス・熊本都市バス - 段山、蔚山町、新町、中央郵便局前バス停

## 施設
- 熊本市立一新小学校
- 熊本市こども文化会館
- 熊本市健康センター新町分室
- 熊本中央郵便局
- 吉田松花堂（国の重要文化財）
- 長崎次郎書店（国の登録有形文化財）
- 明八橋